# Hydrocotyle aconitifolia
Hydrocotyle aconitifolia är en växtart i släktet Hydrocotyle och familjen araliaväxter.
Arten är en perenn ört som förekommer i Colombia och nordvästra Venezuela. Den beskrevs av Achille Richard 1820.